# Montepulciano (cépage)
Le montepulciano est un cépage italien de raisins noirs.

## Origine et répartition géographique
Le cépage est d'origine inconnue mais il est diffusé depuis longtemps en Italie centrale.
Il est classé cépage d'appoint en DOC Biferno, Castel del Monte, Castelli Romani, Cerveteri, Colli della Sabina, Colli Etruschi Viterbesi, Controguerra, Cori, Esino, Lago di Corbara, Leverano, Vini del Molise, Montepulciano d'Abruzzo, Pentro di Isernia, Rosso Conero, Rosso Orvietano, Rosso Piceno, San Severo, Tarquinia et Velletri. Il est classé recommandé dans 35 provinces et autorisé dans 10 autres provinces. Il est principalement répandu en Toscane, dans les Marches, les Pouilles, les Abruzzes et en Sardaigne. En 1998, il couvrait 31 000 ha.

## Caractères ampélographiques
- Extrémité du jeune rameau cotonneux, vert blanchâtre.
- Jeunes feuilles aranéeuses, jaunâtres à dessous duveteux.
- Feuilles adultes, à 5 lobes profondes avec des sinus supérieurs en lyre fermée, un sinus pétiolaire en lyre plus ou moins fermée, des dents anguleuses, étroites, en deux séries, un limbe laineux, vert grisâtre.

## Aptitudes culturales
La maturité est de quatrième époque hâtive : 40 jours après le chasselas.

## Potentiel technologique
Les grappes et les baies sont de taille moyenne. La grappe est conique, ailée et serrée. Le cépage est de vigueur moyenne. Il est conduit souvent en gobelet ou en pergola. Il demande des climats chauds. Sa production est moyenne mais constante. Il est très sensible à l'oïdium et au mildiou et un peu moins à la pourriture grise.
Le montepulciano a servi aussi de cépage de table.

## Synonymes
Le montepulciano est connu sous les noms de cordisco, cordisio, monte pulciano, montepulciano cordesco, montepulciano primatico, premutico, primutico, torre die passeri, uva abruzzi.